# Mozambique op de Olympische Zomerspelen 1988
Mozambique nam deel aan de Olympische Zomerspelen 1988 in Seoel, Zuid-Korea. Het was de derde deelname van het land. De selectie bestond uit acht atleten, actief in drie verschillende sporten. Net zoals de voorbije twee deelnames werden er geen medailles gewonnen. Zwemmer Sergio Fafitine droeg de Mozambikaanse vlag tijdens de openings- en sluitingsceremonie. 

## Deelnemers en resultaten
(m) = mannen, (v) = vrouwen 

### Atletiek
| Olympiër        | Discipline             | Resultaat | Prestatie                              |
| --------------- | ---------------------- | --------- | -------------------------------------- |
| Jaime Rodrigues | 400m (m)               | 43e       | serie 7: 6de in 47,33                  |
| Paulo Noronha   | hink-stap-springen (m) | 39e       | kwalificatie groep A: 20ste met 14,71m |
|                 |                        |           |                                        |
| Maria Mutola    | 800m (v)               | 22e       | serie 2: 7de in 2.04,36                |

### Boksen
| Olympiër         | Discipline | Resultaat | Prestatie                                                                          |
| ---------------- | ---------- | --------- | ---------------------------------------------------------------------------------- |
| Archibald Fausto | -51kg (m)  | 33e       | 1ste ronde: V van IRL Lawlor: knock-out                                            |
| Alberto Machaze  | -54kg (m)  | 9e        | 1ste ronde: vrij 2de ronde: W van GBR Deveney: 5-0 3de ronde: V van KEN Mwema: 0-5 |
| Lucas Januario   | -67kg (m)  | 17e       | 1ste ronde: vrij 2de ronde: V van ESP Martínez: 0-5                                |

### Zwemmen
| Olympiër        | Discipline           | Resultaat | Prestatie                |
| --------------- | -------------------- | --------- | ------------------------ |
| Sergio Faftine  | 50m vrije slag (m)   | 59e       | serie 1: 3de in 25,97    |
| Sergio Faftine  | 100m vrije slag (m)  | 67e       | serie 1: 3de in 57,10    |
| Sergio Faftine  | 100m vlinderslag (m) | 46e       | serie 1: 2de in 1.01,15  |
|                 |                      |           |                          |
| Carolina Araujo | 50m vrije slag (v)   | 48e       | serie 1: 1ste in 29,64   |
| Carolina Araujo | 100m vrije slag (v)  | 53e       | serie 1: 1ste in 1.05,11 |
| Carolina Araujo | 100m rugslag (v)     | 40e       | serie 1: 3de in 1.15,86  |

Afghanistan · Algerije · Amerikaanse Maagdeneilanden · Amerikaans-Samoa · Andorra · Angola · Antigua en Barbuda · Argentinië · Aruba · Australië · Bahama’s · Bahrein · Bangladesh · Barbados · België · Belize · Benin · Bermuda · Bhutan · Birma · Bolivia · Bondsrepubliek Duitsland · Botswana · Brazilië · Britse Maagdeneilanden · Brunei · Bulgarije · Burkina Faso · Canada · Centraal-Afrikaanse Republiek · Chili · China · Chinees Taipei · Colombia · Congo-Brazzaville · Cookeilanden · Costa Rica · Cyprus · Denemarken · Djibouti · Dominicaanse Republiek · Duitse Democratische Republiek · Ecuador · Egypte · El Salvador · Equatoriaal-Guinea · Fiji · Filipijnen · Finland · Frankrijk · Gabon · Gambia · Ghana · Grenada · Griekenland · Groot-Brittannië · Guam · Guatemala · Guinee · Guyana · Haïti · Honduras · Hongarije · Hongkong · Ierland · IJsland · India · Indonesië · Irak · Iran · Israël · Italië · Ivoorkust · Jamaica · Japan · Joegoslavië · Jordanië · Kaaimaneilanden · Kameroen · Kenia · Koeweit · Laos · Lesotho · Libanon · Liberia · Libië · Liechtenstein · Luxemburg · Malawi · Malediven · Maleisië · Mali · Malta · Marokko · Mauritanië · Mauritius · Mexico · Monaco · Mongolië · Mozambique · Nederland · Nederlandse Antillen · Nepal · Nieuw-Zeeland · Niger · Nigeria · Noord-Jemen · Noorwegen · Oeganda · Oman · Oostenrijk · Pakistan · Panama · Papoea-Nieuw-Guinea · Paraguay · Peru · Polen · Portugal · Puerto Rico · Qatar · Roemenië · Rwanda · Saint Vincent en de Grenadines · Salomonseilanden · Samoa · San Marino · Saoedi-Arabië · Senegal · Sierra Leone · Singapore · Soedan · Somalië · Sovjet-Unie · Spanje · Sri Lanka · Suriname · Swaziland · Syrië · Tanzania · Thailand · Togo · Tonga · Trinidad en Tobago · Tsjaad · Tsjecho-Slowakije · Tunesië · Turkije · Uruguay · Vanuatu · Venezuela · Verenigde Arabische Emiraten · Verenigde Staten · Vietnam · Zaïre · Zambia · Zimbabwe · Zuid-Jemen · Zuid-Korea · Zweden · Zwitserland